# USA:s folkräkning 1900
USA:s folkräkning 1900 (engelska: 1900 United States census) var den tolfte folkräkningen i USA:s historia. Folkräkningen registrerade 76 212 168 invånare.